# IC 5269C
IC 5269C — галактика типу SBcd у сузір'ї Південна Риба.
Цей об'єкт міститься в оригінальній редакції індексного каталогу.